# Livio Loi
Livio Loi (ur. 27 kwietnia 1997 w Hasselt) – belgijski motocyklista.

## Kariera
Swoją przygodę z wyścigami Livio rozpoczął w 2006 od mistrzostw Belgii pocketbike'ów Junior A. W 2009 wygrał klasę Junior B pocketbike'ów oraz holenderskie mistrzostwa pocketbike'ów i belgijskie mistrzostwa Mini GP, został także wicemistrzem europejskiej serii pocketbike'ów Junior B. Od tamtej pory jego kariera nabrała rozpędu, a jednym z ważniejszych wyników było 6. miejsce w finale serii World Honda NSF w Albacete, tracąc jedynie 0.2 sekundy do zwycięzcy. W 2011 był trzeci w Honda Moriwaki GP3 Junior Cup i czwarty we włoskim Trofeo Moriwaki 250 (czterosuwy).
2012 to już prestiżowy Red Bull Rookies Cup, gdzie zmagania ukończył na 11 pozycji jednocześnie startując w hiszpańskich mistrzostwach CEV, gdzie był 18. W 2013 podpisał kontrakt z nowo utworzonym zespołem Moto3 Marc VDS Racing Team, który także wystawia swoje motocykle w wyższej kategorii tj. Moto2. Jego najlepszym wynikiem była 12. pozycja w Grand Prix Japonii na torze Motegi, łącznie zgromadził 8 punktów i w końcowej klasyfikacji zajął 22. miejsce.
W sezonie 2014 tylko 2 razy punktował, a najlepszym miejscem było 4. miejsce w GP Argentyny 2014.
Sezon 2015 to wygrana w GP Indianapolis z blisko 40-sekundową przewagą nad resztą stawki. W pozostałych startach nie zachwycił, ledwo raz znalazł się w czołowej dziesiątce. Wynik Belga to 56 punktów, co dało mu zajęcie 16. miejsca.

## Statystyki

### Sezony
| Sezon | Klasa | Motocykl  | Wyścigi | Wygrane | Podia | PP | NO | Pkt. | Poz. |
| ----- | ----- | --------- | ------- | ------- | ----- | -- | -- | ---- | ---- |
| 2013  | Moto3 | Kalex KTM | 15      | 0       | 0     | 0  | 0  | 8    | 22   |
| 2014  | Moto3 | Kalex KTM | 9       | 0       | 0     | 0  | 0  | 17   | 21   |
| 2014  | Moto3 | KTM       | 9       | 0       | 0     | 0  | 0  | 17   | 21   |
| 2015  | Moto3 | Honda     | 18      | 1       | 1     | 0  | 0  | 56   | 16   |
| 2016  | Moto3 | Honda     | 5       | 0       | 0     | 0  | 1  | 21*  | 14*  |
| Razem |       |           | 47      | 1       | 1     | 0  | 1  | 102  |      |

* – sezon w trakcie

### Starty
| Sezon | Klasa | Motocykl  | 1      | 2      | 3      | 4      | 5      | 6      | 7      | 8      | 9      | 10     | 11     | 12     | 13     | 14     | 15     | 16     | 17     | 18     | Poz. | Pkt. |
| ----- | ----- | --------- | ------ | ------ | ------ | ------ | ------ | ------ | ------ | ------ | ------ | ------ | ------ | ------ | ------ | ------ | ------ | ------ | ------ | ------ | ---- | ---- |
| 2013  | Moto3 | Kalex KTM | QAT    | AME    | SPA 15 | FRA 16 | ITA 25 | CAT NU | NED 23 | GER 22 | IND 14 | CZE 21 | GBR 19 | RSM 22 | ARA 15 | MAL 18 | AUS 18 | JPN 12 | VAL NU |        | 22   | 8    |
| 2014  | Moto3 | Kalex KTM | QAT 17 | AME 12 | ARG 4  | SPA NU | FRA 20 | ITA 19 | CAT 25 | NED 25 |        |        |        |        |        |        |        |        |        |        | 21   | 17   |
| 2014  | Moto3 | KTM       |        |        |        |        |        |        |        |        | GER NU | IND    | CZE    | GBR    | RSM    | ARA    | JPN    | AUS    | MAL    | VAL    | 21   | 17   |
| 2015  | Moto3 | Honda     | QAT NU | AME 25 | ARG 12 | SPA 13 | FRA 13 | ITA 14 | CAT 19 | NED 13 | GER 16 | IND 1  | CZE 18 | GBR 5  | RSM 12 | ARA 15 | JPN NU | AUS NU | MAL 19 | VAL 20 | 16   | 56   |
| 2016  | Moto3 | Honda     | QAT 8  | ARG 16 | AME 8  | ESP 17 | FRA 21 | ITA    | CAT    | NED    | GER    | AUT    | CZE    | GBR    | SMR    | ARA    | JPN    | MAL    | AUS    | VAL    | 14*  | 21*  |

* – sezon w trakcie